# 瑪麗斯維爾 (佛羅里達州)
瑪麗斯維爾（英語：Marysville）是位於美國佛羅里達州卡爾霍恩縣的一個非建制地區。該地的面積和人口皆未知。

## 地理
瑪麗斯維爾的座標為30°17′40″N 85°05′54″W / 30.29444°N 85.09833°W，而該地的平均海拔高度為13米（即43英尺）。